# Jonas Janzon
Jonas Janzon, född 23 januari 1798 i Björkö församling, Jönköpings län, död 24 mars 1885 i Säby församling, Jönköpings län, var en svensk präst, andlig vältalare och riksdagsman.
Janzon blev student vid Uppsala universitet 1817 och prästvigdes 1821, med infödingsrätt i Linköpings stift. 1830 blev han komminister i Stjärnorps socken och 1843 i Västra Eneby socken och Kisa socken samt befordrades 1851 till kyrkoherde i Adelövs socken, varifrån han 1861 flyttade till Säby socken vid nuvarande Tranås.
Janzon var riksdagsman i prästeståndet 1844/45, 1847/48, 1862/63 och 1865/66. Han var under sin kraftfulla ålder en särdeles uppburen predikant, vars föredrag utmärktes för kraftigt bildspråk i biblisk anda. En särskild ryktbarhet vann han som en av nykterhetsrörelsens ivrigaste främjare på 1840-talet. Han publicerade åtskilliga predikningar, tal och nykterhetsföredrag.